# Liste der Bodendenkmäler in Wülfershausen an der Saale
Auf dieser Seite sind die Bodendenkmäler in der unterfränkischen Gemeinde Wülfershausen an der Saale zusammengestellt. Diese Tabelle ist eine Teilliste der Liste der Bodendenkmäler in Bayern. Grundlage ist die Bayerische Denkmalliste, die auf Basis des Bayerischen Denkmalschutzgesetzes vom 1. Oktober 1973 erstmals erstellt wurde und seither durch das Bayerische Landesamt für Denkmalpflege geführt wird. Die folgenden Angaben ersetzen nicht die rechtsverbindliche Auskunft der Denkmalschutzbehörde.

## Bodendenkmäler der Gemeinde Wülfershausen an der Saale

### Bodendenkmäler in der Gemarkung Bildhausen-Nordost
| Lage                          | Objekt                                                           | Akten-Nr.     | Bild |
| ----------------------------- | ---------------------------------------------------------------- | ------------- | ---- |
| Bildhausen-Nordost (Standort) | Bestattungsplatz mit Grabhügeln vorgeschichtlicher Zeitstellung. | D-6-5627-0053 |      |

### Bodendenkmäler in der Gemarkung Eichenhausen
| Lage                    | Objekt | Akten-Nr.     | Bild |
| ----------------------- | --- | ------------- | ---- |
| Eichenhausen (Standort) | Archäologische Befunde im Bereich der frühneuzeitlichen katholischen Filialkirche St. Anna von Eichenhausen mit Friedhof. | D-6-5627-0155 |      |
| Eichenhausen (Standort) | Archäologische Befunde des Mittelalters und der frühen Neuzeit im Bereich des ehemaligen Schlosses in Eichenhausen.       | D-6-5627-0156 |      |

### Bodendenkmäler in der Gemarkung Wülfershausen an der Saale
| Lage                                  | Objekt | Akten-Nr.     | Bild |
| ------------------------------------- | --- | ------------- | ---- |
| Wülfershausen an der Saale (Standort) | Siedlung der Linearbandkeramik, der Latènezeit und der Römischen Kaiserzeit.                                                                                                   | D-6-5627-0024 |      |
| Wülfershausen an der Saale (Standort) | Siedlung der Hallstattzeit. | D-6-5627-0051 |      |
| Wülfershausen an der Saale (Standort) | Siedlung der Linearbandkeramik und des Mittelneolithikums. | D-6-5627-0052 |      |
| Wülfershausen an der Saale (Standort) | Bestattungsplatz mit verebneten Grabhügeln vorgeschichtlicher Zeitstellung. | D-6-5627-0054 |      |
| Wülfershausen an der Saale (Standort) | Bestattungsplatz mit Grabhügeln vorgeschichtlicher Zeitstellung. | D-6-5627-0177 |      |
| Wülfershausen an der Saale (Standort) | Bestattungsplatz mit Grabhügeln vorgeschichtlicher Zeitstellung. | D-6-5627-0178 |      |
| Wülfershausen an der Saale (Standort) | Bestattungsplatz mit Grabhügel vorgeschichtlicher Zeitstellung. | D-6-5627-0179 |      |
| Wülfershausen an der Saale (Standort) | Bestattungsplatz mit Grabhügel vorgeschichtlicher Zeitstellung. | D-6-5627-0180 |      |
| Wülfershausen an der Saale (Standort) | Bestattungsplatz mit Grabhügeln vorgeschichtlicher Zeitstellung. | D-6-5627-0182 |      |
| Wülfershausen an der Saale (Standort) | Bestattungsplatz mit Grabhügel vorgeschichtlicher Zeitstellung. | D-6-5627-0184 |      |
| Wülfershausen an der Saale (Standort) | Bestattungsplatz mit Grabhügel vorgeschichtlicher Zeitstellung. | D-6-5627-0185 |      |
| Wülfershausen an der Saale (Standort) | Bestattungsplatz mit verebneten Grabhügeln vorgeschichtlicher Zeitstellung mit Bestattungen der Hallstattzeit.                                                                 | D-6-5628-0057 |      |
| Wülfershausen an der Saale (Standort) | Siedlung der römischen Kaiserzeit und des frühen Mittelalters. | D-6-5628-0058 |      |
| Wülfershausen an der Saale (Standort) | Archäologische Befunde des Mittelalters und der frühen Neuzeit im Bereich der katholischen Pfarrkirche St. Veit von Wülfershausen an der Saale mit Kirchgaden.                 | D-6-5628-0149 |      |
| Wülfershausen an der Saale (Standort) | Archäologische Befunde des Mittelalters und der frühen Neuzeit im Bereich der katholischen Friedhofskapelle St. Stephan in Wülfershausen an der Saale mit ummauertem Friedhof. | D-6-5628-0150 |      |
| Wülfershausen an der Saale (Standort) | Archäologische Befunde des Mittelalters und der frühen Neuzeit im Bereich des Wartturms Weißer Turm bei Wülfershausen an der Saale.                                            | D-6-5628-0153 |      |
| Wülfershausen an der Saale (Standort) | Archäologische Befunde des Mittelalters im Bereich der Dorfwüstung Veitswinden bei Wülfershausen an der Saale.                                                                 | D-6-5628-0154 |      |
| Wülfershausen an der Saale (Standort) | Siedlung des frühen Mittelalters. | D-6-5628-0167 |      |
| Wülfershausen an der Saale (Standort) | Mittelalterliche bis frühneuzeitliche Landwehr, sog. Würzburger Landwehr. | D-6-5628-0178 |      |